# نيللي (مغنية إيرانية)
نيللي (بالفارسية: نلی) (1955 في طهران، المملكة الإيرانية - )؛ مغنية اشتهرت في زمن المملكة الإيرانية في ظل الأسرة البهلوية قبل قيام نظام الجمهورية الإسلامية في العام 1979.

## وصلات خارجية
- نيللي على موقع ميوزك برينز (الإنجليزية)
- نيللي على موقع ديسكوغز (الإنجليزية)
- نيللي على موقع ديسكوغز (الإنجليزية)